# Guano (canton)
Pour les articles homonymes, voir Guano (homonymie).
Guano est un canton d'Équateur situé dans la province de Chimborazo.